# غمر جليدي الرباعي

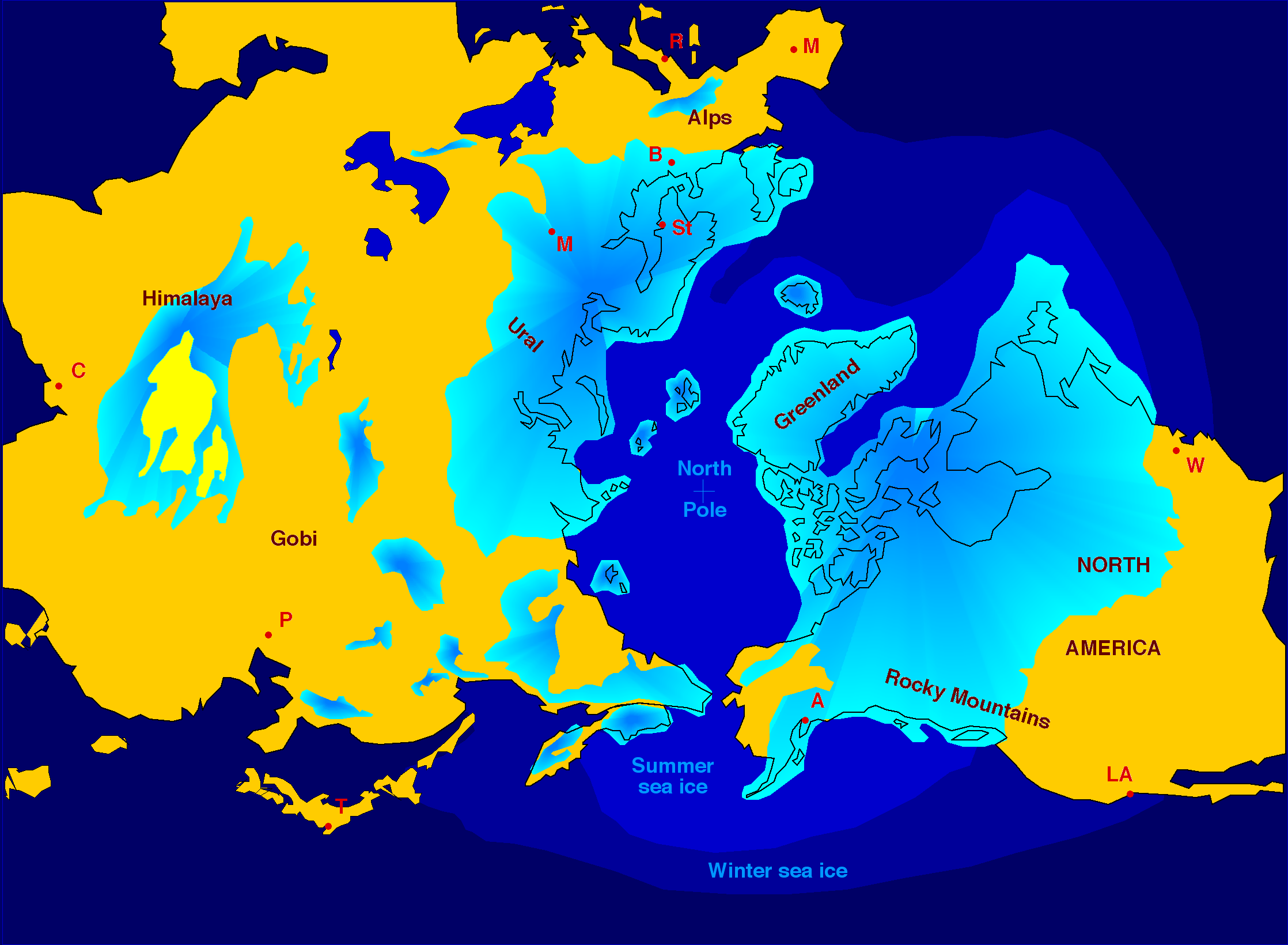
تجلد نصف الأرض الشمالي خلال الذروة الجليدية الأخيرة

يمثل التجلّد الرباعي، المعروف أيضا باسم تجلّد العصر البلستوسيني، سلسلة متناوبة متكررة من الفترة الجليدية وما بين الجليدية خلال العصر الرباعي الذي بدأ قبل 2.58 مليون سنة. وعلى الرغم من أن الجيولوجيين يصفون الفترة الزمنية بأكملها بأنها عصر جليدي، إلا أن مصطلح العصر الجليدي يرتبط عادة في الثقافة الشعبية بالعصر الجليدي الأخير فحسب. بما أن كوكب الأرض ما زال يحتوي على صفائح جليدية، فإن الجيولوجيين يعتبرون أن التجلد الرباعي ما زال مستمرًّا، بالإضافة إلى أن الأرض تعيش الآن فترة ما بين التجلد.
خلال فترة التجلد الرباعي، ظهرت الصفائح الجليدية. خلال العصور الجليدية، توسعت هذه الصفائح، وخلال العصور ما بين الجليدية انكمشت. منذ نهاية العصر الجليدي الأخير، كانت الصفائح الجليدية الوحيدة الباقية هي الصفائح الجليدية في القطب الجنوبي وغرينلاند. وهناك صفائح جليدية أخرى، مثل الصفيحة الجليدية اللورنتيدية، التي تشكلت أثناء العصور الجليدية، اختفت تمامًا أثناء العصور ما بين الجليدية. كانت الآثار الرئيسية للتجلّد الرباعي تآكل اليابسة وترسيب المواد، على أجزاء كبيرة من القارات؛ وتعديل نظم الأنهار؛ وظهور ملايين البحيرات، بما في ذلك البحيرات المائية البعيدة عن الحواف الجليدية؛ والتغيرات في مستوى البحر؛ والفيضانات؛ ورياح غير طبيعية. والواقع أن الصفائح الجليدية ذاتها، من خلال رفع الوضاءة (مدى انعكاس طاقة الشمس المشعة من على الأرض)، خلقت ردود فعل كبيرة لزيادة تبريد المناخ. شكلت هذه الآثار بيئات كاملة على الأرض والمحيطات وما يرتبط بها من مجتمعات بيولوجية.
قبل التجلّد الرباعي، ظهر الجليد البري، ثم اختفى خلال أربعة عصور جليدية أخرى على الأقل.

## الاكتشاف
في القرنين الثامن عشر والتاسع عشر، أتاحت الثورة العلمية أن نفهم لأول مرة الدلائل التي تشير إلى التجلّد الرباعي.
على مدى القرن الماضي، قدمت لنا عمليات الرصد الميدانية المكثفة أدلة تؤكد أن الأنهار الجليدية القارية تغطي أجزاء واسعة من أوروبا، وأمريكا الشمالية، وسيبريا. وتم تجميع خرائط المعالم الجليدية بعد سنوات عديدة من العمل الميداني من مئات الجيولوجيين الذين رسموا موقع واتجاه الدروملين والغلاف والركام الجليدي وقنوات الدفق الجليدي من أجل كشف مدى الصفائح الجليدية واتجاه تدفقها ومواقع أنظمة قنوات المياه الذائبة. كما سمحت للعلماء بفك شفرة تاريخ الجليد. وحتى قبل قبول نظرية التجلّد في مختلف أنحاء العالم، أدرك العديد من العلماء أن الجليد مرّ بسلسة من التقدّم والتراجع.

## الوصف
بالنسبة للجيولوجيين، يتميز العصر الجليدي بوجود كميات كبيرة من الجليد اليابسي (على اليابسة). قبل التجلّد الرباعي، تشكل الجليد اليابسي خلال أربع فترات جيولوجية سابقة على الأقل: الكارو (قبل حوالي 360-260 مليون سنة)، والأنديز-الصحراء الكبرى (قبل حوالي 450-420 مليون سنة)، وكريوجينيان (قبل حوالي 720-635 مليون سنة)، وهيوروني (قبل حوالي 2400-2100 مليون سنة).
خلال العصر الرباعي، أو العصر الجليدي، كانت هناك أيضًا تقلبات دورية في الحجم الإجمالي للجليد اليابسي، ومستوى سطح البحر، ودرجات الحرارة العالمية. وأثناء الوقائع الباردة (المشار إليها بالعصور الجليدية، أو ببساطة الجليد)، كانت هناك صفائح جليدية ضخمة لا يقل سمكها عن 4 كيلومترات على أقصى تقدير موجودة في أوروبا وأميركا الشمالية وسيبيريا. ويطلق على الفترات الجليدية الأقصر والأدفأ ما بين الجليد، عندما تتراجع الأنهار الجليدية القارية، التقسيمات الجليدية. والدليل على ذلك هو وجود ملامح التربة المدفونة، وترسيبات البحيرات والمجاري التي تفصل بين الرواسب غير المصنفة وغير السطحية من الحطام الجليدي.
في البداية كانت فترة التقلب نحو 41 ألف سنة، ولكن بعد الانتقال في منتصف العصر البلستوسيني تباطأت إلى نحو 100 ألف سنة، ويتضح ذلك من مراكز الجليد خلال ال800 ألف سنة الماضية، ومن مراكز الرواسب البحرية في الفترة السابقة. خلال 740 ألف سنة كانت هناك 8 دورات جليدية.
يشار إلى فترة التجلد الرباعي بأكملها، التي بدأت قبل 2.58 مليون سنة بأنها عصر جليدي لأن طبقة جليدية كبيرة واحدة على الأقل -الغطاء الجليدي في القطب الجنوبي- كانت موجودة باستمرار. هناك شك بشأن مساحة غرينلاند التي تغطت بالجليد خلال الفترات ما بين الجليدية.
في الوقت الحالي، تمر الأرض بفترة ما بين التجلّد، والتي مثلت بداية عصر الهولوسين. بدأت فترة ما بين التجلّد الحالية قبل خمسة عشر ألف إلى عشرة آلاف عام؛ ما جعل الصفائح الجليدية من آخر عصر جليدي تختفي. وما زالت بقايا هذه الأنهار الجليدية الأخيرة، والتي تحتل الآن نحو 10% من مساحة الأرض في العالم، موجودة في جرينلاند والقارة القطبية الجنوبية وبعض المناطق الجبلية.
خلال الفترات الجليدية، انقطع النظام الهيدرولوجي الحالي في مناطق كبيرة من العالم، وتغير بدرجة كبيرة في مناطق أخرى. وبسبب حجم الجليد على اليابسة، كان مستوى البحر أقل بنحو 120 مترًا عن المستوى الحالي.

## الأسباب
تاريخ جليد الأرض هو نتاج للتغيرات الداخلية في النظام المناخي للأرض (مثل تيارات المحيطات، ودورة الكربون)، بالإضافة إلى آثار القوة الخارجية الناجمة عن ظواهر خارجة عن النظام المناخي (مثل التغيرات في مدار الأرض، والبراكين، والتغيرات في الناتج الشمسي).

### الدورات الفلكية
أثار جيمس كورل في أواخر القرن التاسع عشر دور التغيرات المدارية للأرض في السيطرة على المناخ. وبعد ذلك، شرح ميلوتين ميلانكوفيتش، وهو صربي مختص بفيزياء الأرض، النظرية وحسب أن هذه التغيرات وعدم الانتظام في مدار الأرض يمكن أن يسبب الدورات المناخية المعروفة الآن بدورات ميلانكوفيتش. وهي ناتجة عن السلوك المضاف لأنواع عديدة من التغيرات الدورية في الخواص المدارية للأرض.

### تركيب الغلاف الجوي
تقول إحدى النظريات إن انخفاض كمية ثاني أكسيد الكربون في الغلاف الجوي، الذي يعد من أكثر الغازات مساهمة في الاحتباس الحراري، أدى إلى بدء ظاهرة التبريد طويل الأجل الذي أدى في نهاية المطاف إلى التجلّد. تشير الأدلة الجيولوجية إلى انخفاض أكثر من 90% في ثاني أكسيد الكربون في الغلاف الجوي منذ منتصف حقبة الحياة الوسطى.

### تكتونيات الصفائح وتيارات المحيط
من العناصر المهمة في تطور العصور الجليدية طويلة الأجل مواقع القارات. والتي يمكن أن تتحكم في دوران المحيطات والغلاف الجوي، ما يؤثر على الكيفية التي تحمل بها تيارات المحيطات الحرارة إلى خطوط عرض عالية. وعلى مدى معظم الأوقات الجيولوجية، يبدو أن القطب الشمالي كان في محيط واسع ومفتوح يسمح للتيارات المحيطية الكبرى بالتحرك دون انقطاع. وتدفقت المياه الاستوائية إلى المناطق القطبية لتدفئتها. نتج عن ذلك مناخ معتدل وموحد استمر طوال معظم الفترة الجيولوجية.

## التأثيرات
كان لوجود هذا الكم الهائل من الجليد على القارات أثر كبير على كل جانب تقريبًا من جوانب النظام المائي الهيدرولوجي للأرض. أكثرها وضوحًا هي المناظر الجبلية الرائعة والمناظر الطبيعية القارية الأخرى التي نتجت من خلال التآكل الجليدي والترسيب بدلا من المياه الجارية. وتشكلت مناظر طبيعية جديدة تمامًا تغطي ملايين الكيلومترات المربعة في فترة قصيرة نسبيًا من الزمن الجيولوجي. وبالإضافة إلى ذلك، أثرت المسطحات الشاسعة من الجليد على الأرض إلى ما وراء الحواف الجليدية. وبشكل مباشر أو غير مباشر، كانت آثار الجليد محسوسة في كل جزء من العالم.

## انظر ايضًا
- عصر جليدي
- البليستوسين
- مقياس زمني جيولوجي